# Мария Саксонская (1515—1583)
Мария Саксонская (нем. Maria von Sachsen; 15 декабря 1515, Веймар, курфюршество Саксония — 7 января 1583, Вольгаст, Мекленбург — Передняя Померания) — герцогиня Померанская, супруга Филиппа I Вольгастского.

## Жизнь

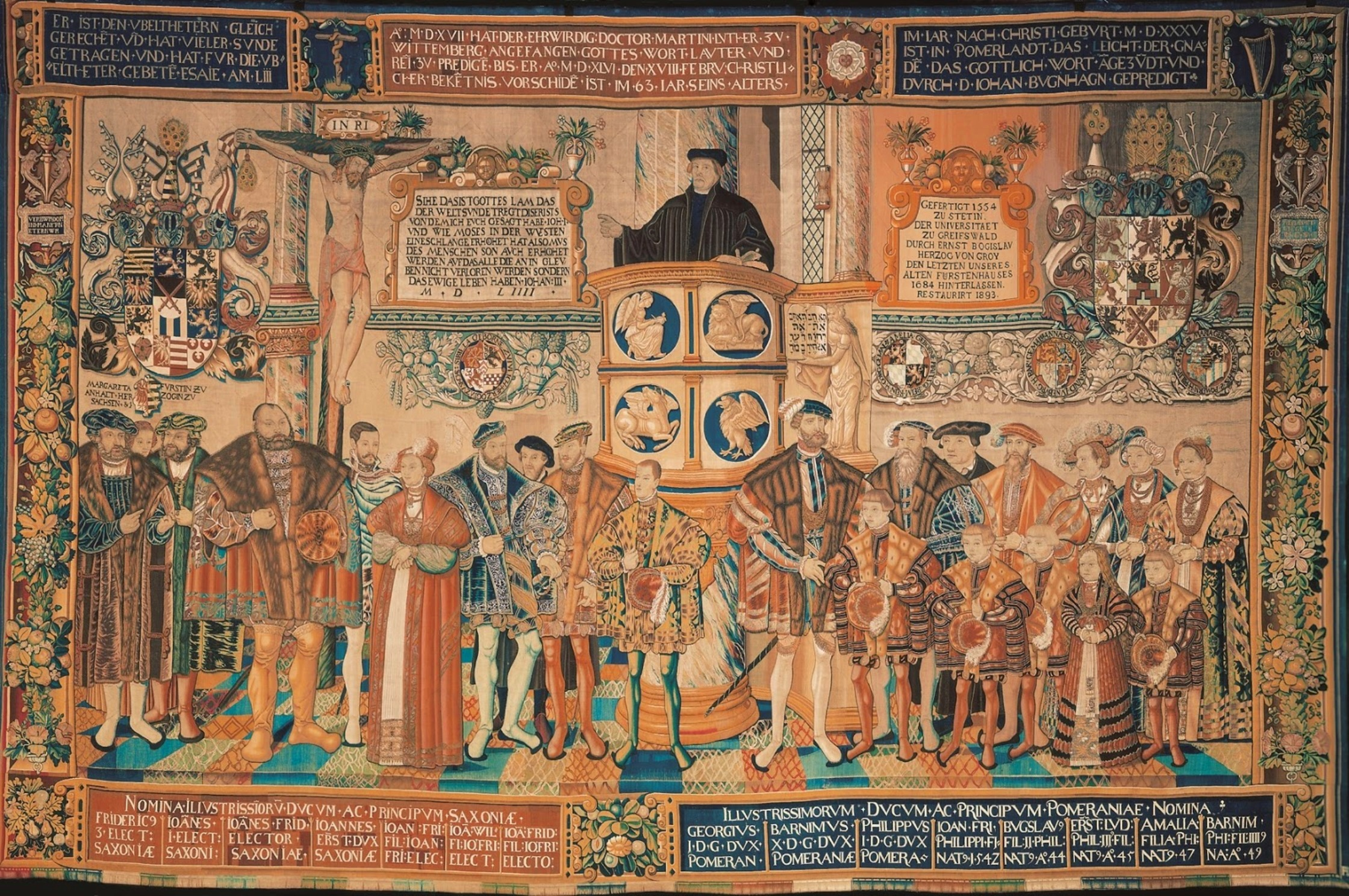
Ковёр Круа

Старшая дочь курфюрста Саксонии Иоганна Твёрдого (1468—1532) от второго брака с Маргаритой Ангальт-Кётенской (1494—1521), дочерью князя Вальдемара VI Ангальт-Цербстского.
27 февраля 1536 года в Торгау она вышла замуж за герцога Филиппа I Померанского (1515—1560). Свадьба пары изображена на так называемом ковре Круа, на котором помимо жениха и невесты и их семей изображены реформаторы Иоганн Бугенхаген, Мартин Лютер и Филипп Меланхтон. Ковёр был соткан в мастерской Кранаха и сейчас находится в Государственном музее Померании в Грайфсвальде. Сообщается, что во время церемонии Мартин Лютер уронил одно из колец, после чего сказал: «Эй, дьяволы, это вас не касается!»
Брак Филиппа с Марией должен был объединить Померанию с Саксонией, которая возглавляла евангельскую фракцию в рейхстаге. Он был устроен реформатором Иоганном Бугенхагеном. Позже в том же году Померания вступила в Шмалькальденский союз.
После смерти своего мужа Мария, которой пообещали Пудаглу в качестве вдовьего надела, сначала продолжала жить в Вольгастском замке. В 1569 году её сын Эрнст Людвиг взял на себя управление герцогством и предоставил ей доход от земель бывшего монастыря Пудаглы, а в 1574 году он построил там для неё замок, используя материалы от разрушенных монастырей.

## Дети
- Георг II (13 февраля 1540 — 16 ноября 1544), умер в детстве
- Иоганн Фридрих I (1542—1600) — герцог Вольгастский и Щецинский, женат на Эрдмуте Бранденбургской
- Богуслав XIII (1544—1606) — герцог Вольгастский и Щецинский, Бартский, Новопольский, Лемборкский, Дарловский и Бытувский
- Эрнст Людвиг (1545—1592) — герцог Вольгастский
- Амелия (28 января 1547 — 16 сентября 1580) — вероятно, монахиня
- Барним X Младший (1549—1603) — герцога Дарловский, Бытувский, Буковский и Щецинский
- Эрик III (22 августа 1551 — 12/13 декабря 1551), умер в младенчестве
- Маргарита (19 марта 1553 — 5 сентября 1581) — жена с 1574 года Франца II, герцога Саксен-Лауэнбургского (1547—1619)
- Анна (18 сентября 1554 — 10 сентября 1626) — жена с 1588 года герцога Ульриха Мекленбургского (1527—1603)
- Казимир VII (1557—1605) — герцог Дарловский, Бытувский и Щецинский.